# Philippe Blanche
 (juin 2025).
Si vous disposez d'ouvrages ou d'articles de référence ou si vous connaissez des sites web de qualité traitant du thème abordé ici, merci de compléter l'article en donnant les références utiles à sa vérifiabilité et en les liant à la section « Notes et références ».
Philippe Blanche est un prélat français du XIVe siècle. Il est archevêque de Tours de 1357 à 1363. Il est le premier qui se fait porter par les barons le jour de son entrée

## Biographie
Il est l'ami et le protégé de Pierre Frétaud, auquel il succède. Il approuve l'élection de Gérald, abbé de St-Genoulph.